# Galapagospinguïn
De galapagospinguïn (Spheniscus mendiculus) is een zeevogel uit de familie van de pinguïns (Spheniscidae). Het is een bedreigde, endemische vogelsoort van de Galapagoseilanden.

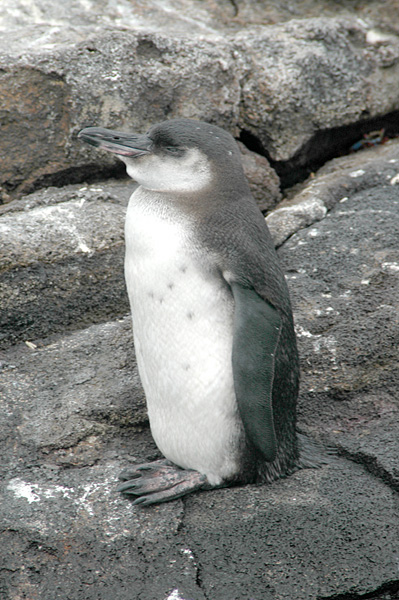
Onvolwassen galapagospinguïn

## Kenmerken
De vogel is 53 cm lang, het is een relatief kleine, zwart wit gekleurde pinguïn. De vogel is kleiner dan de humboldtpinguïn (S. humboldti) en heeft ook een slankere snavel. De kop is bijna geheel zwart met slechts een dunne witte band die van het voorhoofd, achter het oor naar de keel loopt. De bovenkant is zwartgrijs en de onderkant is voornamelijk wit,met twee evenwijdige zwarte banden over de borst die naar onder lopen tot aan de poten. Onvolwassen vogels missen deze dubbele band en hebben een geheel donkere kop.

## Verspreiding en leefgebied
De galapagospinguïn is endemisch op de Galapagoseilanden. Ongeveer 95% van de broedpopulatie bevond zich rond 2006 op de eilanden Isabela en Fernandina, in het westelijk deel van de archipel. Ongeveer 5% kwam voor op de kleinere eilanden Bartolomé, Santiago, Floreana en nog een paar kleine eilandjes in het midden en zuiden van het gebied. De aantallen fluctueren echter sterk, samenhangend met de aanwezigheid van vis, die weer sterk afhangt van El Niño.
Het leefgebied van deze pinguïns ligt voor een klein deel ten noorden van de evenaar, die door de Galapagosarchipel loopt. Het is daardoor de enige soort pinguïn die (deels) voorkomt op het noordelijk halfrond. Toch is de verspreiding van deze zeevogel sterk verbonden met relatief koel oceaanwater dat rijk aan voedingsstoffen is. De vogels foerageren in het zeegebied dat westelijk van de archipel ligt en verwijderen zich daar bij tot 23,5 km van hun nest en onvolwassen vogels trekken tot 64 km van hun broedkolonie vandaan. Vogels die eenmaal in een bepaalde kolonie broeden, blijven in 80% van de gevallen deze plaats trouw.

## Status
De galapagospinguïn heeft een zeer klein verspreidingsgebied en daardoor is de kans op uitsterven aanwezig. De grootte van de populatie werd in 2007 geschat op krap 1000 individuen. De populatie-aantallen fluctueren sterk door het effect van El Niño. Door klimaatverandering worden deze fluctuaties sterker. Tussen 1982-83 nam de populatie met 77% af en tussen 1997-98 met 65%. Verder kunnen (soms illegale) visserijpraktijken slachtoffers maken en zijn er verwilderde katten die de kuikens in de kolonies bedreigen en mogelijk optreden als overbrenger van vogelziekten. Om deze redenen staat deze soort als bedreigd op de Rode Lijst van de IUCN.